# 海斯縣 (德克薩斯州)
海斯縣（英語：Hays County）位美國德克薩斯州中南部的一個縣。面積1,761平方公里。根據美國2000年人口普查，共有人口97,589人。縣治聖馬科斯（San Marcos）。
成立於1848年3月1日，縣政府成立於8月7日。縣名是美墨戰爭時期軍人、加利福尼亞州總測量師約翰·C·海斯。

## 教育
截至2009年，全縣有3所高中，5所中學和11所小學。

## 人口
截至2015年德克薩斯州人口估計計劃，該縣人口為193,963人，非西班牙裔白人106,919人（55.1％），非西班牙裔黑人5,860人（3.0％），其他非西班牙裔人，6,624（3.4％），和西班牙裔人和拉美裔人74,560（38.4％）。

## 歷史
- 公元前6000年古印第安人是第一批居民。[3]